# Wiktory 1998
Nagrody Wiktorów za 1998 rok.

## Lista laureatów
- Jerzy  Buzek
- Barbara  Czajkowska
- Tomasz  Lis
- Marek  Kondrat
- Grzegorz  Turnau
- Grażyna Torbicka
- Olga Lipińska
- Andrzej Fidyk
- prof. Jan Miodek
- Maciej Kuroń
- Robert Korzeniowski
- Super Wiktory:
  - Krystyna Janda
  - Stanisława Ryster
  - Jan Englert
  - prof. Jan Miodek
  - Jerzy Waldorff